# Општина Логрешти
Логрешти (рум. Logreşti) општина је у Румунији у округу Горж.
Oпштина се налази на надморској висини од 270 m.